# ワールドカーリングツアー
ワールドカーリングツアー（英語: World Curling Tour、略語: WCT）は、賞金があるカーリングの国際大会シリーズ。

## 概要
カナダ・アメリカ・欧州・アジアで開催されるカーリングの国際大会シリーズ。2014–2015年シーズンから、軽井沢国際カーリング選手権大会が日本で初となるツアー大会となった。男女二つのツアーがあり、各大会はチャリティマッチを除き賞金が設定されている。全ての試合は8エンド制で行われる。欧州で開催される大会は、2017年以前は「カーリングチャンピオンズツアー」として、ワールドカーリングツアーの一部を構成しつつも同時に独自のツアーを構成していたが、2017–2018年シーズン以降、ワールドカーリングツアーに統合された。

## 組織
運営組織の本部は、スイスのディーティコンに置かれ、CEOは、アーミン・ハーダーが務める。

## 歴史
1992年
カナダにおいて創設。
2001年
男子ツアーにグランドスラム（GSOC）を導入。
2006年
女子ツアーにGSOCを導入。
2014年
軽井沢国際カーリング選手権大会がアジアで初めてワールドカーリングツアーに参加。
2017年
ヨーロッパ圏のカーリングチャンピオンズツアー（CCT）と合併。
2018年
日本におけるワールドカーリングツアーの運営組織として、ワールドカーリングツアージャパン（略語: WCT-JAPAN）が設立。
2019年
日本カーリング協会は、日本カーリング選手権大会における出場チームの選考基準のひとつとして、WCTランキングを採用することを発表。
2020年
従来のランキングポイントシステムを一新し、テニスのATPツアーをモデルにした新ランキングポイントシステムを導入予定。

## 制度

### 2020年以降

#### ツアーの種類
ツアーの種類は、男子、女子、ミックスダブルスの3種類。

#### イベントカテゴリー

##### 男子・女子
1. チャンピオンズシリーズ（別名グランドスラム）
2. 1000シリーズ
3. 750シリーズ
4. 500シリーズ
5. 400シリーズ
6. 300シリーズ
7. 200シリーズ
8. 100シリーズ

| イベントカテゴリー | 最低賞金総額 | 最低賞金総額 | 最低賞金総額 | 最低賞金総額 | 最低賞金総額 | 最低賞金総額 | 運営団体  |
| イベントカテゴリー | CHF          | CDN          | USD          | EUR          | YEN          | GBP          | 運営団体  |
| ------------------ | ------------ | ------------ | ------------ | ------------ | ------------ | ------------ | --------- |
| グランドスラム     | -            | -            | -            | -            | -            | -            | Sportsnet |
| 1000シリーズ       | 69,000       | 96,600       | 72,450       | 65,550       | 7,590,000    | 58,650       | WCT       |
| 750シリーズ        | 50,000       | 70,000       | 52,500       | 47,500       | 5,500,000    | 42,500       | WCT       |
| 500シリーズ        | 35,000       | 49,000       | 36,750       | 33,250       | 3,850,000    | 29,750       | WCT       |
| 400シリーズ        | 21,000       | 29,400       | 22,050       | 19,950       | 2,310,000    | 17,850       | WCT       |
| 300シリーズ        | 14,000       | 19,600       | 14,700       | 13,300       | 1,540,000    | 11,900       | WCT       |
| 200シリーズ        | 7,500        | 10,500       | 7,875        | 7,125        | 825,000      | 6,375        | WCT       |
| 100シリーズ        | 2,000        | 2,800        | 2,100        | 1,900        | 220,000      | 1,700        | WCT       |

##### ミックスダブルス
1. 1000シリーズ
2. 750シリーズ
3. 500シリーズ
4. 300シリーズ
5. 100シリーズ

| イベントカテゴリー | 最低賞金総額 | 最低賞金総額 | 最低賞金総額 | 最低賞金総額 | 最低賞金総額 | 最低賞金総額 | 運営団体 |
| イベントカテゴリー | CHF          | CDN          | USD          | EUR          | YEN          | GBP          | 運営団体 |
| ------------------ | ------------ | ------------ | ------------ | ------------ | ------------ | ------------ | -------- |
| 1000シリーズ       | 20,000       | 28,000       | 21,000       | 19,000       | 2,200,000    | 17,000       | WCT      |
| 750シリーズ        | 14,000       | 19,600       | 14,700       | 13,300       | 1,540,000    | 11,900       | WCT      |
| 500シリーズ        | 7,500        | 10,500       | 7,875        | 7,125        | 825,000      | 6,375        | WCT      |
| 300シリーズ        | 3,500        | 4,900        | 3,675        | 3,325        | 385,000      | 2,975        | WCT      |
| 100シリーズ        | 1,000        | 1,400        | 1,050        | 960          | 110,000      | 850          | WCT      |

### 2019年以前

#### 大会の分類
ワールドカーリングツアーの大会は、大会のレベルに応じて、次の3つのシリーズに分類されていた。
チャンピオンズシリーズ
別名グランドスラム。世界ランキング上位のチームが参加する最高峰の大会シリーズ。
マスターシリーズ
ワールドカーリングツアーの中心となる大会シリーズ。
チャレンジャーシリーズ
マスターシリーズを目指すチームが参加する大会シリーズ。

#### 世界ランキング
ワールドカーリングツアーの大会に出場する選手は、大会の規模や強さに応じて世界ランキングポイント（Order of Merit ポイント、略語: OOMポイント）を獲得し、それによって世界ランキングが決定されていた。

## WCTランキング
| イベントカテゴリー | 優勝 | 準優勝 | 準決勝 | 準々決勝 |
| ------------------ | ---- | ------ | ------ | -------- |
| グランドスラム     | 1200 | 840    | 600    | 432      |
| 1000シリーズ       | 1000 | 700    | 500    | 360      |
| 750シリーズ        | 750  | 525    | 375    | 270      |
| 500シリーズ        | 500  | 350    | 250    | 180      |
| 400シリーズ        | 400  | 280    | 200    | 144      |
| 300シリーズ        | 300  | 210    | 150    | 108      |
| 200シリーズ        | 200  | 140    | 100    | 72       |
| 100シリーズ        | 100  | 70     | 50     | 36       |
|                    | 100% | 70%    | 50%    | 36%      |

## 主な大会

### グランドスラム
ワールドカーリングツアーにおける最高峰の大会シリーズ（チャンピオンズシリーズ）であるグランドスラム・オブ・カーリング（英語: Grand Slam of Curling, 略語: GSOC）の大会は、2019–20年シーズンにおいて、次の6つの大会がある。
- マスターズ
- ツアーチャレンジ
- ナショナル
- カナディアン・オープン
- プレーヤーズ・チャンピオンシップ
- チャンピオンズカップ

### 日本の大会

#### 2022年以降
- ニューイヤーメダリストカーリング[11]

#### 2021年以前
過去には次の大会が開催された。
- どうぎんカーリングクラシック
- アドヴィックスカップ
- 軽井沢国際カーリング選手権
- 盛岡市アイスリンクメモリアルカップ[12]
- 帯広 ICE GOLD CUP[13]
- ミネベアミツミカップ[14]
- 黒澤正憲杯[15]
- U21軽井沢ジュニアチャレンジカップ[16]
- 恵仁会ライジングカップ
- Nayoro Mixed Doubles Spiel[17]